# Mobiltelefon

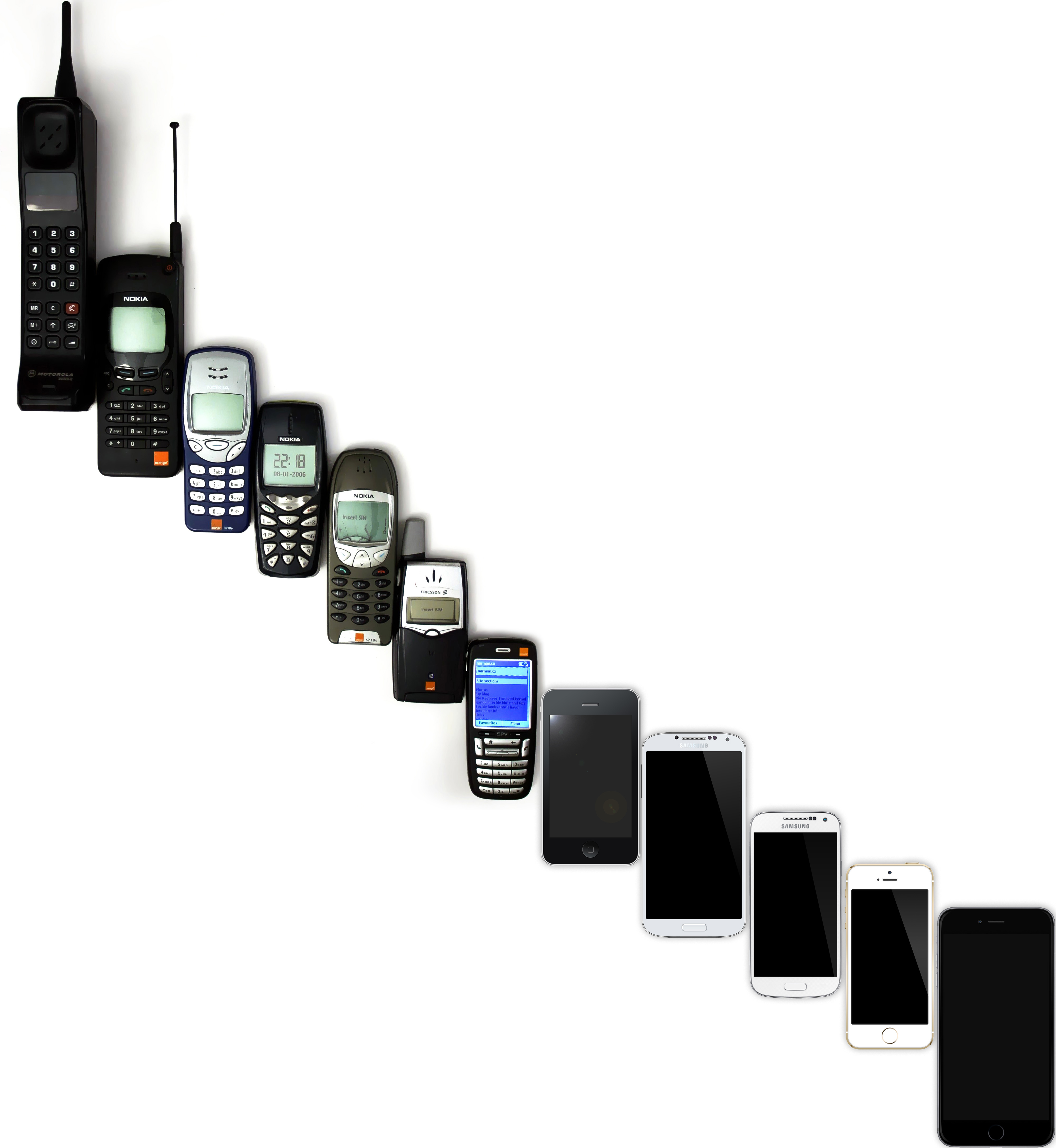
Utvecklingen av mobiltelefoner från 1992 till 2014.

En mobiltelefon är en telefon som används i ett mobiltelefonisystem och som sedan slutet av 1900-talet ofta är handhållen. Den motsvarar tekniskt en radiotelefon, men istället för att telefonerna skulle vara i radioförbindelse med varandra håller de kontakt med basstationer, som i sin tur är anslutna till det fasta publika telefonnätet. På så sätt kan en mobiltelefon användas som äldre telefoner.

## Teknik och mobilsystem
Moderna mobiltelefoner använder digitalteknik för kontakten med basstationen, och kan därför fungera som en dator, och kan då överföra data utöver själva samtalet som sms, videosamtal etc.
Det första mobiltelefonisystemet i Sverige kom år 1950. Det första samtalet genomfördes 1950 av ingenjör Sture Lauhrén och var till fröken Ur.
Systemet hette då MTA, MobilTelefonisystem version A. Systemet byggde på reläer, vilket gjorde att det tog upp till åtta sekunder innan samtalen kopplades upp. Elektroniken var baserad på rör. Det gjorde att apparaterna drog mycket ström och vägde omkring 40 kilo och var fastmonterade i bilarna. När MTA stängdes 1969 fanns det 69 kunder i Stockholm och 56 i Göteborg.
En transistorbaserad efterföljare MTB minskade vikten till omkring 9 kg och gav snabbare uppkoppling. MTB-nätet öppnades 1962 och fick som mest 600 abonnenter. MTB avvecklades 1983.
År 1968 började Televerkets radiosektion utvecklingsarbetet MTC vilket skulle bli världens första cellindelade automatiska mobilnät, men man insåg snart att tekniken inte fanns för att förverkliga planerna. Som en nödlösning utvecklades det manuella nätet MTD som tekniskt var ett kliv bakåt. Systemet var i drift mellan 1971 och 1987, och som mest arbetade 700 telefonister med att koppla 20 000 abonnenters samtal.
Den 1 september 1981 startades det första NMT-nätverket på frekvensen 450 MHz i Saudiarabien med Ericsson som leverantör, och en månad senare i Sverige. Redan efter ett år hade NMT 35 000 abonnenter i Sverige, och väntelistor fick införas då efterfrågan var större än vad nätet klarare. År 1986 infördes NMT 900 vilket gav ökad kapacitet. Som mest fanns det 1996 nästan en miljon NMT-abonnenter, men därefter började den digitala nätstandarden GSM ta över. NMT 900 stängdes den 31 december 2001 medan NMT 450 fanns kvar till 2007.

## Historia

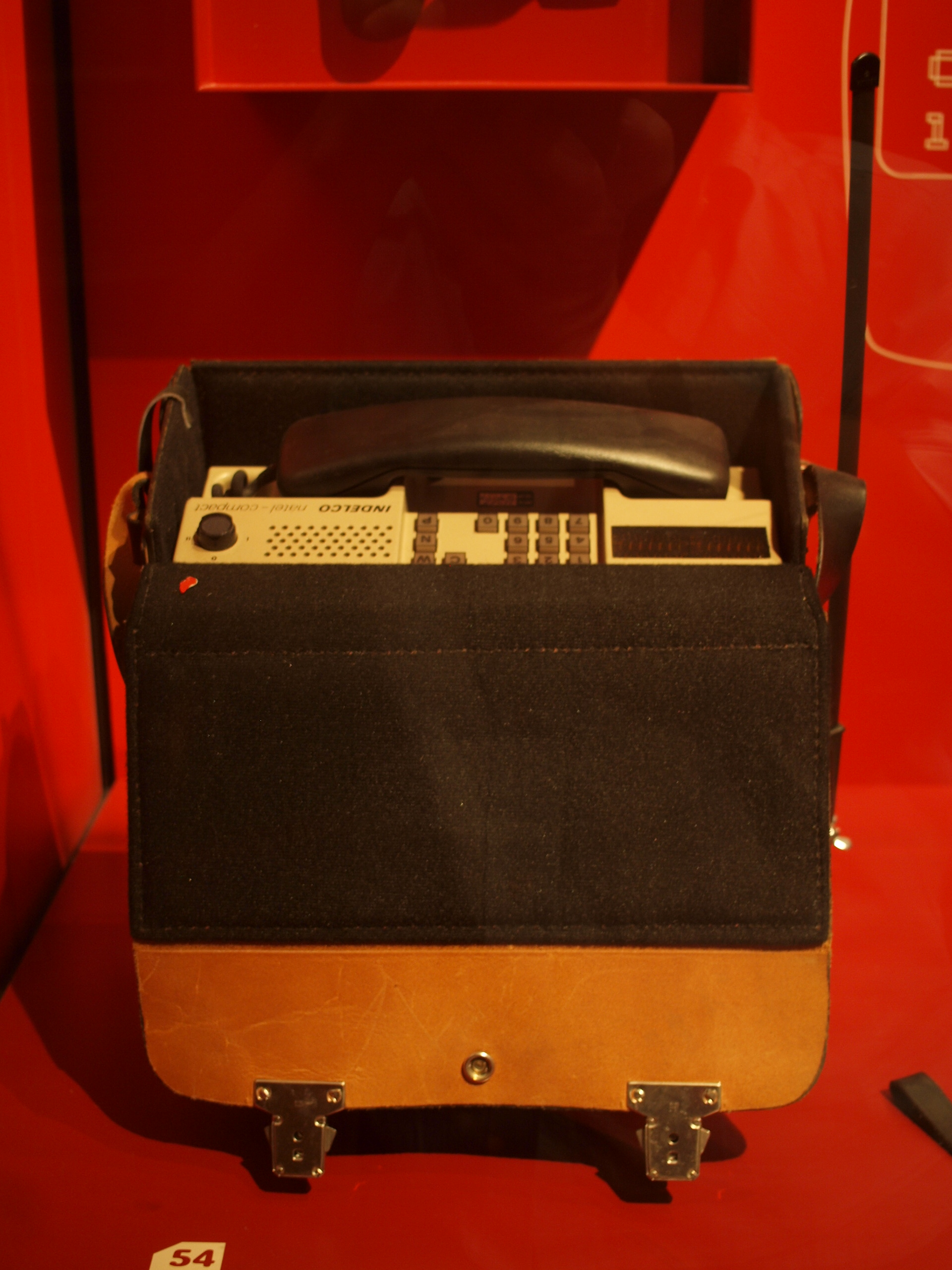
En tidig mobiltelefon.

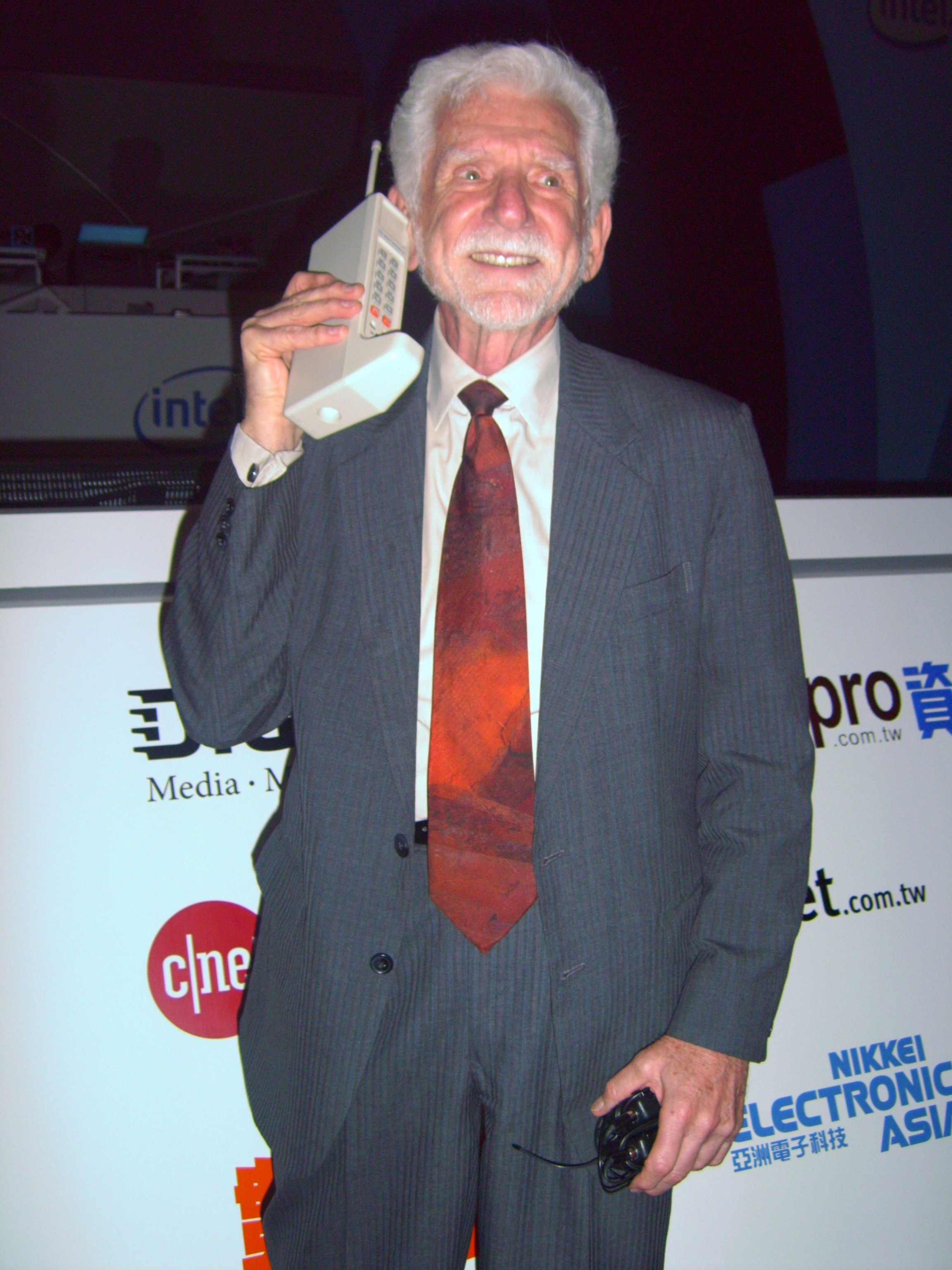
Martin Cooper på Motorola håller i en prototyp av den första helt handhållna mobiltelefonen 1973.

Syftet med mobiltelefonen var ursprungligen att den skulle användas i bilen. På svenska kallas den typen av mobiltelefon även biltelefon. De första utformades med inspiration från tidigare telefoner och radioapparater. Fram till 1970-talet handlade det enbart om stora enheter som förvisso var flyttbara men som inte var behändiga eller lätta.
År 1911 experimenterade svensken Lars Magnus Ericsson, grundare av företaget Ericsson, och hans fru Hilda med att skapa en biltelefon via det stationära telefonnätet. Den fungerade, men bara när bilen stod stilla.
Det första samtalet från en transportabel telefon ägde rum den 17 juni 1946 när det amerikanska företaget Bell System genomförde en säljkampanj riktad till affärsmän. Då vägde en biltelefonenhet omkring 35 kilo och kunde installeras i bagageutrymmet på en personbil. Systemet hade begränsad räckvidd och samtalen kopplades då via en växeltelefonist. I USA användes systemet fram till 1980-talet.
Den första mobiltelefonen som helt levde upp till namnet uppfanns av Martin Cooper på företaget Motorola. Tillsammans med Motorolas vicepresident och chefsingenjör John Francis Mitchell började Motorola under 1950-talet utveckla lättare bärbara apparater. 1967 togs deras uppfinning polisradio i bruk. Cooper ville vidareutveckla idén och skapa bärbara telefoner som människor kunde använda var som helst. 1973 var konceptet färdigutvecklat och den 3 april 1973 ringde Cooper historiens första mobiltelefonsamtal. Den första helt handhållna mobiltelefonen var skapad och vägde omkring två kilo.
Det dröjde dock till 1983 innan mobiltelefoner började säljas till allmänheten. Anledningen till dröjsmålet var främst priset, och att många också ansåg att telefonerna var för stora för att de skulle vara praktiska i vardagen. Vid den tiden användes mobiltelefonen särskilt av yuppier och fick det skämtsamma smeknamnet yuppienalle i slutet av 1980-talet. Annars användes ofta telefoner anslutna till det fasta telefonnätet samt telefonautomater som bland annat fanns i telefonkiosker.
Mobiltelefonutvecklingen gick snabbt fram i slutet av 1990-talet och under 2000-talet när knapptelefoner till stor del ersattes av smartmobiler med pekskärm. Smartmobilerna öppnade för nya användningsområden. Från de tidigare mobiltelefonerna som främst användes för att kommunicera med andra till att även fungera som handdator och kamera. Höghastighetsnät gjorde det även möjligt att använda internet via telefonerna.

## Typer

### Smartphone
Smartphones har ett antal särskiljande funktioner. International Telecommunication Union mäter dem med internetanslutning, vilket de kallar Aktiva mobila bredbandsabonnemang (inklusive surfplattor osv.). I den utvecklade världen har smartphones nu övertagit användningen av tidigare mobilsystem. Men i utvecklingsländerna står de för cirka 50% av mobiltelefoni. 

### Funktionstelefon
Se även: Dumtelefon
Funktionstelefon är en term som vanligtvis används som en retronym för att beskriva mobiltelefoner som är begränsade i funktioner jämfört med en modern smartphone. Funktionstelefoner erbjuder vanligtvis röstsamtal och textmeddelanden samt grundläggande multimedia och internet-funktioner och andra tjänster som erbjuds av användarens trådlösa tjänsteleverantör. En funktionstelefon har ytterligare funktioner utöver en grundläggande mobiltelefon, som endast kan användas för röstsamtal och textmeddelanden. Funktionstelefoner och grundläggande mobiltelefoner tenderar att använda en egenutvecklad programvara och användargränssnitt. Å andra sidan använder smartphones generellt sett ett mobilt operativsystem som ofta delar gemensamma drag över olika enheter.

## Kultur och popularitet

Aktiva mobila bredbandsabonnemang per 100 invånare.

Mobiltelefoner betraktas som en viktig mänsklig uppfinning eftersom de har blivit en av de mest använda och sålda konsumentteknikerna. De har också blivit kulturellt symboliska. I japansk mobiltelefonkultur till exempel är mobiltelefoner ofta dekorerade med amuletter. De har också ibland blivit modesymboler. Motorola Razr V3 och LG Chocolate är två exempel på enheter som var populära för att vara modemedvetna utan nödvändigtvis fokusera på mobiltelefonens ursprungliga syfte, det vill säga en enhet för mobiltelefoni.
Vissa har också föreslagit att mobiltelefoner eller smartphones är en statussymbol. Till exempel föreslog en forskningsrapport att ägande av specifikt en Apple iPhone ansågs vara en statussymbol.
Textmeddelanden som skickas via mobiltelefoner har också lett till skapandet av "SMS-språk". Det har också lett till den ökande populariteten av emojis.

## Försäljning

### Efter tillverkare
| 1 | Samsung | 20% |
| 2 | Apple   | 17% |
| 3 | Xiaomi  | 12% |
| 4 | Oppo    | 10% |
| 5 | Vivo    | 8%  |
| | Övriga  | 31% |
| Observera: Leverantörernas leveranser är varumärkta leveranser och exkluderar försäljning av OEM för alla leverantörer. |         |     |

Q2 2023 var de fem främsta tillverkarna i världen Samsung (20%), Apple (17%), Xiaomi (12%), Oppo (10%) och Vivo (8%).
Historia
Från 1983 till 1998 var Motorola marknadsledare inom mobiltelefoner. Nokia var marknadsledare inom mobiltelefoner från 1998 till 2012. Under Q1 2012 överträffade Samsung Nokia, med försäljning av 93,5 miljoner enheter jämfört med Nokias 82,7 miljoner enheter. Samsung har behållit sin toppposition sedan dess.
Förutom Motorola hade europeiska varumärken som Nokia, Siemens och Ericsson en gång stor påverkan på den globala mobiltelefonmarknaden, och många nya teknologier utvecklades i Europa. Fram till 2010 hade inflytandet från europeiska företag minskat avsevärt på grund av hård konkurrens från amerikanska och asiatiska företag, till en punkt där de flesta tekniska innovationer inte längre skedde i Europa. Apple och Google, båda från USA, kom också att dominera mobiltelefonprogramvara.

### Efter mobiloperatör
Världens största enskilda mobiloperatör sett till antalet abonnenter är China Mobile, som i september 2023 hade över 990 miljoner mobiltelefonabonnenter. År 2022 fanns det totalt 8,6 miljarder mobilabonnemang, vilket är något mer än jordens befolkning som samma år angavs till 7,9 miljarder.
År 2019 fanns det 24 mobiloperatörer med över 100 miljoner abonnenter vardera.
| Operatör                                                                                       | Antal abonnenter |
| ---------------------------------------------------------------------------------------------- | ---------------- |
| China Mobile                                                                                   | 942              |
| Bharti Airtel (Afrika)                                                                         | 411              |
| Reliance Jio (Indien)                                                                          | 355              |
| China Telecom                                                                                  | 330              |
| China Unicom                                                                                   | 324              |
| Vodafone Idea (Indien)                                                                         | 311              |
| América Móvil (Sydamerika)                                                                     | 278              |
| Telefónica (Sydamerika)                                                                        | 262              |
| MTN Group (Afrika o Mellanöstern)                                                              | 240              |
| VEON (Afrika, Bangladesh, Kazakhstan, Pakistan, Ryssland, Tajikistan, Uzbekistan, Ukraina mfl) | 211              |